# Sigfús Sigurðsson
Sigfús Sigurðsson (ur. 7 maja 1975 w Reykjavíku) – islandzki piłkarz ręczny, reprezentant kraju. Obecnie występuje w islandzkim Valur Reykjavík. Największy sukces z reprezentacją odniósł podczas Igrzysk Olimpijskich 2008 w Pekinie, zdobywając srebrny medal olimpijski.
W 2008 otrzymał Krzyż Kawalerski Orderu Sokoła Islandzkiego.

## Sukcesy
- 2008: wicemistrzostwo Olimpijskie, (Pekin)